# Claymore (manga)
Claymore (クレイモア Kureimoa?) es una serie de manga de fantasía oscura escrita e ilustrada por Norihiro Yagi. La serie debutó en la edición de mayo de 2001 de la extinta Gekkan Shonen Jump y tras la cancelación de ésta en 2007 se publicó mensualmente en la Weekly Shōnen Jump hasta su traslado final a Jump Square en noviembre de 2007 teniendo un total de 27 tomos.
Veintiún tomos fueron traducidos al español por Ediciones Glénat España, para después ser adquiridos por Norma Editorial completando todos los tomos distribuidos en España, mientras que Grupo Editorial Vid tradujo y distribuyó los ocho primeros en México desde inicios de 2008. A mediados del 2012, Shueisha decidió no renovar contrato con EDT, y Claymore será publicado en España por Norma Editorial, comenzando con el tomo 22, que fue publicado durante la primavera del 2013.
El 29 de noviembre de 2018 la editorial mexicana SMASH Manga, anunció como nuevo lanzamiento una reedición de este manga. Posteriormente fue el 19 de mayo del 2021 cuando Editorial Panini inicia la publicación y venta general en México del primer tomo de la saga teniendo una periodicidad mensual para los respectivos tomos consecutivos.
En el 2007 se emitió una serie de animación basada en el manga, la cual comenzó a transmitirse en Japón el 3 de abril y finalizó el 25 de septiembre de 2007. El anime ha sido doblado a cinco idiomas: inglés y español, por Funimation Entertainment, italiano, por Yamato Video, alemán, por Kazé Deutschland, y francés, por Kazé. En Latinoamérica se estrenó por el canal Cityvibe el 7 de agosto de 2010, en idioma original y subtitulado.

## Argumento
Claymore transcurre en un mundo ficticio cohabitado por la especie humana y por una especie de demonios conocida como Yōma (妖魔?), los cuales son depredadores naturales de los seres humanos (en el manga también son conocidos como Espectros). Una capacidad innata de los Yōma es la de cobrar forma humana, lo que les permite vivir ocultos entre los humanos. Los únicos seres capaces de identificar a estas criaturas y eliminarlas son las guerreras conocidas entre los humanos como Claymores, que son seres creados por una organización secreta a partir de humanas. El nombre que reciben estas guerreras se debe a la gran espada que portan, conocida como claymore. Aunque su apariencia es muy similar a la humana, poseen algunas particularidades. El rasgo físico más sobresaliente son sus ojos plateados, que les ha valido también la denominación de "brujas de ojos plateados". Sin embargo, la razón fundamental por la que pueden combatir a los Yōma es la capacidad de percibir su presencia espiritual (Yōki 妖気?), independientemente de la forma que aparentan frente al ojo humano.
Las Claymore poseen un escudo en su espada, dicho escudo les permite identificarse y presentarse entre todas. Además del símbolo y su nombre cada guerrera deberá ganar incontables batallas para obtener un puesto en el ranking de las más poderosas que en ese momento se encuentran activas en la organización teniendo un máximo de 47 guerreras por generación.
La trama sigue a Claire, quien ocupa el último puesto en el lista de clasificación de la más fuertes. Se encuentra en busca de un Yōma infiltrado en una de las aldeas que suele recurrir a la contratación de Claymore para solucionar este tipo de problemas. Allí se encuentra con Raki, un chico que vive en esa aldea y el cual casualmente cae ante la protagonista debido a su fortaleza y aura imponente, sin embargo, ninguno de ellos contó con que el Yōma estaría más cerca de lo que pensaban por lo que se ve obligada a salvar a Raki.
Una vez resuelta esta misión Claire se dará cuenta de que Raki es muy parecido a ella cuando era apenas una niña, puesto que pasó por una situación similar al ser salvada por la en ese entonces número uno de la generación, Teresa "la de la tenue sonrisa" pero, por azares del destino se vio obligada a violar la regla más sagrada de las Claymore, no asesinar humanos sin importar las circunstancias. Dicha regla y dicha heroína a los ojos de Claire se convertiría en la razón por la cual ella decidió convertirse en una Claymore.

## Autor
Nacido en 1968 en Okinawa, Norihiro Yagi es un mangaka especializado en las historias de estilo shōnen. Su debut se llevó a cabo en el año 1990 con "Undeadman", manga con el cual ganó la edición 32 del Premio Akatsuka y que posteriormente se publicó en Shōnen Jump.
Dos años más tarde, apareció su primer manga emitido: la comedia "Angel Densetsu", con la que trabajó hasta el año 2000, cuando la serie finalizó tras alcanzar 15 tomos recopilatorios. De "Angel Densetsu", existe también una breve adaptación animada, que consiste en una OVA.
Posteriormente, en mayo del 2001, Shōnen Jump mensual comenzó a publicar "Claymore".

## Tomos y capítulos
| Número | Lanzamiento oficial en Japón | Título del tomo/Capítulos | Resumen |
| 01     | 5 de enero de 2002           | La Guerrera de Ojos Plateados Gingan no Zansatsusha (銀眼の惨殺者) - 001. "La Guerrera de Ojos Plateados" (銀眼の惨殺者, "Gingan no Zansatsusha") - 002. "Garras en el Cielo" (天空の爪, "Tenkū no Tsume") - 003. "Memorias de una Bruja" (魔女の記憶, "Mahō no Kioku") - 004. "La Carta Negra" (黒の書, "Kuro no Sho") | En este mundo, desde tiempos inmemorables existen monstruos devoradores de humanos llamados Yōma los cuales han sido cazados por unas feroces y diestras guerreras, portadoras de una gran espada que les dará la ventaja de la batalla junto con sus únicas e inigualables habilidades. Claire no es la excepción, siendo la guerrera de menor rango en su generación. Este es el inicio de su travesía hacia una serie de sucesos que marcarán su vida. |
| 02     | 1 de mayo de 2002            | Oscuridad en el ParaísoMahoroba no Yami (まほろばの闇) - 005. "Oscuridad en el Paraíso I" (まほろばの闇 Ⅰ, "Mahoroba no Yami I") - 006. "Oscuridad en el Paraíso II" (まほろばの闇 Ⅱ, "Mahoroba no Yami II") - 007. "Oscuridad en el Paraíso III" (まほろばの闇 Ⅲ, "Mahoroba no Yami III") - 008. "Oscuridad en el Paraíso IV" (まほろばの闇 Ⅳ, "Mahoroba no Yami IV") - 009. "Oscuridad en el Paraíso V" (まほろばの闇 Ⅴ, "Mahoroba no Yami V") | Después de recibir la asignación a una misión Claire y Raki se embaran en un viaje a la Gran ciudad de Rabona, la Ciudad Sagrada. En dicha ciudad un Yoma está devorando a los fieles creyentes del lugar. Claire se ve obligada a suprimir sus poderes e infiltrarse y pasar desapercibida de la estricta vigilancia de la catedral. Sin ayuda de sus poderes ¿Cómo podrá rastrear a su objetivo? |
| 03     | 1 de noviembre de 2002       | Teresa de la Sonrisa DébilBishō no Teresa (微笑のテレサ) - 010. "Oscuridad en el Paraíso, Parte 6" (まほろばの闇 Ⅵ, "Mahoroba no Yami VI") - 011. "Oscuridad en el Paraíso, Parte 7" (まほろばの闇 Ⅶ, "Mahoroba no Yami VII") - 012. "Teresa de la Sonrisa Débil I" (微笑のテレサ Ⅰ, "Bishō no Teresa I") - 013. "Teresa de la Sonrisa Débil II" (微笑のテレサ Ⅱ, "Bishō no Teresa II") - 014. "Teresa de la Sonrisa Débil III" (微笑のテレサ Ⅲ, "Bishō no Teresa III") - 015. "Teresa de la Sonrisa Débil IV" (微笑のテレサ Ⅳ, "Bishō no Teresa IV")                                                                               | La batalla de Claire y los caballeros de la ciudad contra el Yōma infiltrado continúa. Claire se muestra cansada y herida lo cual le perjudica desempeñarse correctamente en el campo. Por otro lado, la historia de nuestra protagonista entrará en escena demostrando lo que alguna vez fue antes de convertirse en una guerrera de la organización. |
| 04     | 1 de mayo de 2003            | La marca de los muertosShisha no Rakuin (死者の烙印) - 016. "Teresa de la Sonrisa Débil V" (微笑のテレサ Ⅴ, "Bishō no Teresa V") - 017. "Teresa de la Sonrisa Débil VI" (微笑のテレサ Ⅵ, "Bishō no Teresa VI") - 018. "Marcada para Morir I" (死者の烙印 Ⅰ, "Shisha no Rakuin I") - 019. "Marcada para Morir II" (死者の烙印 Ⅱ, "Shisha no Rakuin II") - 020. "Marcada para Morir III" (死者の烙印 Ⅲ, "Shisha no Rakuin III") - 021. "Marcada para Morir IV" (死者の烙印 Ⅳ, "Shisha no Rakuin IV") | Teresa, la más poderosa de la generación de muchos años atrás salva a una niña de un grupo de bandidos que se encontraba en el pueblo al que ella había ido a cazar un par de Yomas. Teresa nombra a aquella niña Claire, por azares del destino decide dejar que la acompañe, pero las cosas no saldrían a su favor. Por salvarla por segunda vez rompió el juramento más importante de las Claymore y ahora se enfrentará en una batalla contra sus compañeras donde su vida se ve comprometida. |
| 05     | 4 de noviembre de 2003       | Las DestajadorasKirisakumono-tachi (斬り裂く者たち) - 022. "Marcada para Morir, V" (死者の烙印 Ⅴ, "Shisha no Rakuin V") - 023. "Marcada para Morir, VI" (死者の烙印 Ⅵ, "Shisha no Rakuin VI") - 024. "Marcada para Morir, VII" (死者の烙印 Ⅶ, "Shisha no Rakuin VII") - 025. "Las Destajadoras I" (斬り裂く者たち Ⅰ, "Kirisakumono-tachi I") - 026. "Las Destajadoras II" (斬り裂く者たち Ⅱ, "Kirisakumono-tachi II") - 027. "Las Destajadoras III" (斬り裂く者たち Ⅲ, "Kirisakumono-tachi III") | Claymore contra Claymores. Teresa es perseguida y alcanzada por un escuadrón conformado por las más poderosas después de ella. Priscilla, la más joven y candidata a ser la número dos representa peligro para la ágil Teresa, su destino tendrá un giro radical si el filo de su espada la alcanza y, debido a que Priscilla no tiene experiencia en combate, su yoki se saldrá de control. |
| 06     | 30 de abril de 2004          | Lápidas sin finHate-naki Bohyō (果てなき墓標) - 028. "Las Destajadoras IV" (斬り裂く者たち Ⅳ, "Kirisakumono-tachi IV") - 029. "Las Destajadoras V" (斬り裂く者たち Ⅴ, "Kirisakumono-tachi V") - 030. "Las Destajadoras VI" (斬り裂く者たち Ⅵ, "Kirisakumono-tachi VI") - 031. "Lápidas sin Fin, Parte 1" (果てなき墓標 Ⅰ, "Hate-naki Bohyō I") - 032. "Lápidas sin Fin, Parte 2" (果てなき墓標 Ⅱ, "Hate-naki Bohyō II") - 033. "Lápidas sin Fin, Parte 3" (果てなき墓標 Ⅲ, "Hate-naki Bohyō III") | Posterior a la historia de nuestra joven Claire pasamos a un panorama más actual de la historia. Claire es elegida por Rubel para participar con algunas de sus compañeras para eliminar a un devorador anormal. Es acompañada por la número 6, la número 15 y la número 22, sin embargo, su posición no parece jugarles a favor puesto que el ser despertado resulta ser mucho más poderoso de lo que esperaban poniéndolas en aprietos, pero una vez terminada la batalla la número 6 habla con todas acerca de una teoría que le surgió al momento de conocerse. Esta pudo tratarse de una misión suicida o viéndolo de otro modo, querían deshacerse de ellas a propósito. |
| 07     | 4 de noviembre de 2004       | Lista para la BatallaTatakau Shikaku (闘う資格) - 034. "Lápidas sin Fin, Parte 4" (果てなき墓標 Ⅳ, "Hate-naki Bohyō IV") - 035. "Lápidas sin Fin, Parte 5" (果てなき墓標 Ⅴ, "Hate-naki Bohyō V") - 036. "Lápidas sin Fin, Parte 6" (果てなき墓標 Ⅵ, "Hate-naki Bohyō VI") - 037. "Lista para la Batalla, Parte 1" (闘う資格 Ⅰ, "Tatakau Shikaku I") - 038. "Lista para la Batalla, Parte 2" (闘う資格 Ⅱ, "Tatakau Shikaku II") - 039. "Lista para la Batalla, Parte 3" (闘う資格 Ⅲ, "Tatakau Shikaku III") | Claire se encuentra con Ophelia, la número 4 de las Claymore, para darle caza a un ser renacido. La obsesión de Ophelia por los seres renacidos provoca que sospeche de que Clare es una de ellos lo que provoca dos cosas, que se vea obligada a chocar espadas con ella y separarse de Raki. Al no poder hacerle frente Claire queda contra las cuerdas, pero una persona desconocida la ayuda y deja gravemente herida a Ophelia y con un gran enojo por ser la perdedora provoca que su despertar la alcance. |
| 08     | 28 de abril de 2005          | La Guarida de la BrujaMahō no Agito (魔女の顎門) - 040. "Lista para la Batalla, Parte IV" (闘う資格 Ⅳ, "Tatakau Shikaku IV") - 041. "La Guarida de la Bruja, Parte I" (魔女の顎門 Ⅰ, "Mahō no Agito I") - 042. "La Guarida de la Bruja, Parte II" (魔女の顎門 Ⅱ, "Mahō no Agito II") - 043. "La Guarida de la Bruja, Parte III" (魔女の顎門 Ⅲ, "Mahō no Agito III") - 044. "La Guarida de la Bruja, Parte IV" (魔女の顎門 Ⅳ, "Mahō no Agito IV") - 045. "La Guarida de la Bruja, Parte V" (魔女の顎門 Ⅴ, "Mahō no Agito V") | Después de la pelea entre Ophelia y Claire esta decide desertar de la organización para ir en búsqueda de Raki. Sin embargo, una vez que llega al pueblo más cercano se topa con un grupo de Claymores que han sido enviadas para cazar a un ser despertado. Más tarde una de las del grupo de Claymores que Claire había visto anteriormente regresa a la aldea con heridas graves. Claire le ayuda a sostenerse y esta última le ruega que vaya a ayudar a las compañeras que quedaron atrapadas en las garras del ser despertado. Claire acepta cumplir la última voluntad de su compañera y le hace frente con ayuda de Galatea quien se percata de que hay alguien más poderoso que el ser despertado al que enfrentan.                                                                                |
| 09     | 4 de noviembre de 2005       | El Profundo Abismo del PurgatorioFukaki Fuchi no Rengoku (深き淵の煉獄) - 046. "El Profundo Abismo del Purgatorio, Parte 1" (深き淵の煉獄 Ⅰ, "Fukaki Fuchi no Rengoku I") - 047. "El Profundo Abismo del Purgatorio, Parte 2" (深き淵の煉獄 Ⅱ, "Fukaki Fuchi no Rengoku II") - 048. "El Profundo Abismo del Purgatorio, Parte 3" (深き淵の煉獄 Ⅲ, "Fukaki Fuchi no Rengoku III") - 049. "El Profundo Abismo del Purgatorio, Parte 4" (深き淵の煉獄 Ⅳ, "Fukaki Fuchi no Rengoku IV") - 050. "La Guerra del Norte, Parte 1" (北の戦乱 Ⅰ, "Kita no Senran I") - 051. "La Guerra del Norte, Parte 2" (北の戦乱 Ⅱ, "Kita no Senran II")  | La más poderosa de la batalla entra en escena, Riful del Oeste, la primera Claymore de la primera generación en despertar y denominada como un abisal les cuenta la verdadera razón por la cual busca crear un ejército de despertares, Claire se sorprende al escuchar la mención de una antigua Claymore y decide sacarle información a Riful. Galatea entra en acción e impide que Claire pierda el control. Rápidamente crean un plan en el cual necesitan la ayuda de la única guerrera del escuadrón del tomo anterior que sigue con vida, Jeane quien ha sobrepasado su límite físicamente, pero su voluntad de morir como humana ha provocado que su mente no lo haga. |
| 10     | 2 de mayo de 2006            | La Guerra del NorteKita no Senran (北の戦乱) - 052. "La Guerra del Norte, Parte 3" (北の戦乱 Ⅲ, "Kita no Senran III") - 053. "La Guerra del Norte, Parte 4" (北の戦乱 Ⅳ, "Kita no Senran IV") - 054. "La Guerra del Norte, Parte 5" (北の戦乱 Ⅴ, "Kita no Senran V") - 055. "La Guerra del Norte, Parte 6" (北の戦乱 Ⅵ, "Kita no Senran VI") - 056. "La Guerra del Norte, Parte 7" (北の戦乱 Ⅶ, "Kita no Senran VII") - 057. "El Asalto de Pieta, Parte 1" (ピエタ侵攻 Ⅰ, "Pieta Shinkō I") | Después de que Rubel encuentre a Claire hacen un trato en el cual tanto ella como Jeane deben dirigirse a la primera gran ciudad, Pieta. Una vez allí se percatan de que la gran mayoría de guerreras fueron convocadas para una caza y exterminación masiva de seres despertados. Claire se reencuentra con Helen, Deneve y Miria, esta última es la del rango más alto en ese lugar por lo que es la capitana principal de la misión. Miria hace 5 equipos con las 24 guerreras disponibles y deja como sub-capitanas a los números más altos allí presentes. La cacería se desarrolla bien, sin embargo Rigardo, un ser despertado de la generación de guerreros hace aparición y complica las cosas para las sobrevivientes.                                                                            |
| 11     | 2 de noviembre de 2006       | Parientes en el paraíso Rakuen no Ketsuzoku (楽園の血族) - 058. "El Asalto de Pieta, Parte 2" (ピエタ侵攻 Ⅱ, "Pieta Shinkō II") - 059. "El Asalto de Pieta, Parte 3" (ピエタ侵攻 Ⅲ, "Pieta Shinkō III") - 60. "El Asalto de Pieta, Parte 4" (ピエタ侵攻 Ⅳ, "Pieta Shinkō IV") - 061. "El Asalto de Pieta, Parte 5" (ピエタ侵攻 Ⅴ, "Pieta Shinkō V") - 062. "Parientes en el paraíso, Parte 1" (楽園の血族 Ⅰ, "Rakuen no Ketsuzoku I") - 063. "Parientes en el paraíso, Parte 2" (楽園の血族 Ⅱ, "Rakuen no Ketsuzoku II") | Rigardo planea acabar con todas las capitanas del escuadrón, pero Claire, Deneve y Helen se encargan de proteger a Miria y con ayuda de Jeane consiguen derrotarlo. Los despertares siguen vivos, y muchas Claymores han sido vencidas estos seres se dividieron en dos grupos, hacia el oeste y el este. En el oeste, se enfrentan a Riful y Duff y son aniquilados fácilmente. En el este, son asesinados por el despertar controlado de la Alicia, la Claymore número 1 y su gemela hermana de Beth, la número 2. Sin embargo, Isley se dirige al sur, donde comienza a luchar contra Luciela, el abisal del sur, por el control de sus tierras. |
| 12     | 4 de abril de 2007           | Las almas de las caídas Tamashii to Tomo ni (魂と共に) - 064. "Parientes en el paraíso, Parte 3" (楽園の血族 Ⅲ, "Rakuen no Ketsuzoku III") - 065. "Las almas de las caidas, Parte 1" (魂と共に Ⅰ, "Tamashii to Tomo ni I") - 066. "Las almas de las caidas, Parte 2" (魂と共に Ⅱ, "Tamashii to Tomo ni II") - 067. "Las almas de las caidas, Parte 3" (魂と共に Ⅲ, "Tamashii to Tomo ni III") - 068. "Las desafiantes, Parte 1" (抗しうる者 Ⅰ, "Kōshi-urumono I") - 069. "Las desafiantes, Parte 2" (抗しうる者 Ⅱ, "Kōshi-urumono II")                                                                                              | Ha pasado un tiempo y Clarice, se une a sus compañeras en el norte en una caza de despertar. Sin embargo, son rápidamente derrotadas por un grupo de seres despiertos. Clarice pierde la consciencia y cuando despierta se da cuenta de que todos los enemigos están muertos. En otra parte, Claire continúa su búsqueda de Raki, y después de encontrar pistas sobre su paradero pide a Miria ir las tierras del sur. En la Organización, Clarice se le asigna a la atención de la gran inestabilidad, la número 4, Miata. Mientras tanto, un grupo de Claymores, bajo la dirección de Audrey y Rachel se enfrentan contra Riful. |
| 13     | 4 de octubre de 2007         | Las desafiantesKōshi-urumono (抗しうる者) - 070. "Las desafiantes, Parte 3" (抗しうる者 Ⅲ, "Kōshi-urumono III") - 071. "Las desafiantes, Parte 4" (抗しうる者 Ⅳ, "Kōshi-urumono IV") - 072. "Las desafiantes, Parte 5" (抗しうる者 Ⅴ, "Kōshi-urumono V") - 073. "Un arma de niña, Parte 1" (幼き凶刃 Ⅰ, "Osanaki Kyōjin I") - Escena Extra 1. "El orgullo de una guerrera" (戦士の矜持, "Senshi no Kyōji") - Escena Extra 2. "El fantasma y la malvada guerrera" (幻影と凶戦士, "Gen'ei to Kyō Senshi") | Riful, saca ventaja y está por terminar con las guerreras, sin embargo son salvadas por Claire, Miria, Helen, y Deneve antes de ser asesinadas. Claire se queda para hacer preguntas a Riful con respecto al actual equilibrio de poder en el mundo. Riful le confiesa que se encontró con Priscilla, y esta se dio cuenta de que era mucho más fuerte que ella. Riful intenta capturar a Claire, pero ella escapa con éxito. Por otro lado, los despachos de la Organización envían a Miata y Clarice para cazar a Galatea. |
| 14     | 2 de mayo de 2008            | Un arma de niñaOsanaki Kyōjin (幼き凶刃) - 074. "El Rezo de la Mujer" (淑女の祈り, "Shukujo no Inori") - 075. "Lluvia Roja" (赤き雨, "Akaki Ame") - 076. "Sobre todas las Expectaciones" (思惑の果て, "Omowaku no Hate") - 077. "Codependencia" (共依存, "Kyōizon") - Escena Extra 3. "Un Encuentro Casual en el Norte" (北の邂逅, "Kita no Kaikō") - Escena Extra 4. "Resolución de Hierro" (錆なき覚悟, "Sabinaki Kakugo") | Miata y Clarice llegan a Rabona, sin embargo son perseguidas por guardias que patrullan y son rescatadas por Sid quien los conduce a la guarida de Galk. Los dos hombres explican a Clarice que silenciosamente Rabona ha ido cambiando con respecto a las Claymores luego que una Claymore (Claire) les haya ayudado a matar a un Yōma hace 7 años. Una vez que logran localizar a Galatea un despertar llamado Agatha, que se ha mantenido oculto hace años, aparece en la ciudad provocando el caos, es ahí cuando Claire y el resto de los Fantasmas del Norte aparecen en el tiempo para hacer frente a Agatha. |
| 15     | 4 de diciembre de 2008       | Genesis de la GuerraTatakai no Rireki (戦いの履歴) - 078. "Guerreras Rebeldes" (叛逆の戦士達, "Hangyaku no Senshi-tachi") - 079. "Verdades en el Este" (東の深意, "Higashi no Shin'i") - 080. "Tras Siete Años" (七年の星霜, "Nananen no Seisō") - 081. "Una Promesa a Distancia" (遥かな契り, "Haruka na Chigiri") - 082. "La Pesadilla Infinita" (醒めない悪夢, "Samenai Akumu") - 083. "Una Reunión de Prospectiva" (再会の目途, "Saikai no Mokuto") | Miria revela los secretos de la Organización, ha venido de las tierras grandes y conduce un experimento para crear un súper soldado. El experimento tiene como objetivo poner esta tecnología bajo control. Más tarde, Claire escucha de Sid que Raki se encontraba en la ciudad con una niña y se dirigió hacia el oeste. Raki llega a su pueblo natal y asesina a un Yōma. Claire aún quiere ir por Raki y Miria sugiere que todas arreglen sus problemas, y el grupo se divide: Claire va al Oeste, escoltado por Cynthia y Uma, mientras que Helen y Deneve van al Sur para visitar su ciudad natal y en el camino de Claire y compañía Rubel aparece. |
| 16     | 1 de mayo de 2009            | El lamento de la Tierra "Daichi no Kikoku (大地の鬼哭) - 084. "Mensajero de Tentación" (蠱惑の使者, "Kowaku no Shisha") - 085. "¡Protegiendo la Hermandad!" (護るべき大義, "Mamorubeki Taigi") - 086. "El Tabú Violado" (侵された禁忌, "Okasareta Kinki") - 087. "El Retorno de los Exterminadores" (殲滅者の帰還, "Senmetsusha no Kikan") - 088. "Cazadoras Ciegas" (盲目の狩人, "Moumoku no Karyūdo") - 089. "Un sueño incumplido" (見果てぬ夢, "Mihate nu Yume") | Mientras el grupo de Claire trata de averiguar cuál era su intención. Helen y Deneve salvan a la número 8, Dietrich, de un despertar y posteriormente descubren un yoki muy fuerte tratando de ocultarse en una de las ciudades. Estando allí, descubren a Isley, que está tratando de ocultarse entre la población, pero se percata de su presencia, se vuelve loco y empieza a atacarlas. Sin embargo, son interrumpidos por los devoradores de abisales a mitad de la batalla. Dietrich ayuda a Helen y Deneve para escapar de la muerte. Deneve y Helen deciden unirse al grupo de Claire. La Organización libera a Alicia y Beth para asesinar a Riful. |
| 17     | 4 de noviembre de 2009       | Garras y colmillos de MemoriaKioku no Sōga (記憶の爪牙) - 090. "Un Mundo Sin Orden" (秩序亡き世界, "Chitsujo naki Sekai") - 091. "Movimientos Despertdos" (覚醒の胎動, "Mezame no Taidō") - 092. "Alma Sellada" (魂の刻印, "Tamashī no Kokuin") - 093. "Discipulo del Deceso" (終焉の使徒, "Shūen no Shito") - 094. "La Espada Purificadora" (粛清の刃, "Shukusei no Yaiba") - 095. "Encarnación de la Destrucción" (破壊の化身, "Hakai no Keshin") | Helen y Deneve van a encontrarse con Claire, mientras Dietrich entrega a Miria un mensaje respecto a esto. El Grupo de Claire se encuentra con Duff, y tras una corta batalla, Claire se va a la guarida de Riful, entra al castillo, y guiada por una fuerza desconocida, termina frente a algo nunca antes visto. En el proceso entra en un profundo contacto mental con dicha criatura encontrándose en un mundo imaginario, donde pelea contra Rafaela con una regla: si la mente muere, el cuerpo se convierte en un cadáver. |
| 18     | 2 de julio de 2010           | Las Cenizas de Lautrec Rōtoreku no Kaijin (ﾛｰﾄﾚｸの灰燼) - 096. "Mirada Deseosa" (私欲の眼, "Shiyoku no Manako") - 097. "Lagrimas de Sangre y Desesperación" (窮余の紅涙, "Kyūyo no Kōrui") - 098. "Llanto Desgarrador" (慟哭の劈開, "Dōkoku no Hekikai") - 099. "Deseo de Carne y Sangre" (血肉への渇望, "Chiniku e no Katsubō") - 100. "Encuentro con el Enemigo Acérrimo" (仇敵邂逅, "Kyūteki Kaikō") - 101. "Pedazo" (楔, "Kusabi") | Raki se encuentra capturado por la Organización. Alicia incapacita a Riful, pero la batalla se interrumpe cuando Beth se enfrenta a Priscilla. Alicia va a ayudar a Beth, despierta, y juntas intentan acabar con ella. Luego, hace heridas mortales en Duff y da el tiro de gracia a Riful. Claire, enfurecida, lucha contra Priscilla desesperadamente, pero en vano. Trata de despertar, pero de repente vuelve a su forma humana. Deneve explica esto como un efecto secundario que la muerte de Jean dejó en Claire. Deneve y Helen escapan con una lesionada Claire. |
| 19     | 3 de diciembre de 2010       | Ilusiones en el Corazón Gen'ei o Mune ni (幻影を胸に) - 102. "Demonio Descendiente" (舞い降りた悪魔, "Maiorita Akuma") - 103. "Reminiscencia del Abismo" (深淵の追憶, "Shin'en no Tsuioku") - 104. "Angustia Resonante" (悲しみの残響, "Kanashimi no Zankyō") - 105. "El Camino de la Venganza" (復讐の行方, "Fukushū no Yukue") - 106. "El Ataque Sorpresa del Fantasma" (幻影の奇襲, "Gen'ei no Kishū") - 107. "Fantasma e Ilusión" (幻影と幻覚, "Gen'ei to Genkaku") | Priscilla persigue el grupo de Clare, pero es interceptado por Duff. Al parecer está loco y más fuerte de lo habitual, hasta el punto que golpea Priscilla en el suelo con los puños. En virtud de los poderosos ataques Duff, Priscilla recupera sus recuerdos y se dispone a matar a Teresa. Deneve elige el Destructor, como la forma de deshacerse de Priscilla. Priscilla se bloquea la estatua de un solo golpe, pero el destructor toma su verdadera forma logrando que este drene la vida de todo lo que toca. El Destructor se traga Clare y Priscilla. Mientras tanto, Miria invade la sede de la Organización, pero es interceptada por Raftela. |
| 20     | 3 de junio de 2011           | Recuerdos de las Garras del Demonio Masō no Zanshi (魔爪の残滓) - 108. "Inminente Desastre de la Ciudad Santa" (聖都の禍機, "Seito no Kaki") - 109. "El Lazo de las Guerreras" (戦士たちの絆 "Senshi-tachi no Kizuna") - 110. "Persistente Perfume" (残り香 "Nokoriga") - 111. "La Razón Alada" (羽根持ちの所以 Hanemochi no Yuen) - 112. "Una Razón para Luchar y un Camino para Tomar" (闘う理由と進むべき道 "Tatakau Riyū to Susumubeki Michi") - 113. "Encabezando la Rebelión" (反逆の矛先 "Hangyaku no Hokosaki") | Rabona es atacada por una gran cantidad de despertares y Yōma y las Fantasmas llegan a ayudar a Tabitha y Galatea para exterminarlos. Dietrich llega a la ciudad, muy sorprendida. Helen le muestra a Galatea como se encuentra Claire y le pide que la libere, sin embargo Galatea dice que liberar a Clare sería también liberar a Priscilla. Finalmente, Dietrich se rompe emocionalmente y se une a las Fantasmas. Deneve revela que, probablemente, hay despertares reunidos en un lugar cercano. En La Organización, todas las guerreras actuales se preparan para el ataque de las Fantasmas. Entonces, todas detienen su caminata a las Montañas del Norte, dando paso a Miria e iniciando la rebelión.                                                                                             |
| 21     | 30 de noviembre de 2011      | Las Brujas Muertas "Mahou no shikabane" (魔女の屍 ) - 114. "La Ofensiva del Fantasma" (幻影の進撃 "Gen'ei no Shingeki") - 115. "Un Poderoso Guerrero" (剛健なる男戦士 "Gōken Naru Otoko Senshi") - 116. "Las Tres Guerreras Prohibidas" (禁断の三戦士 "Kindan no San Senshi") - 117. "El Origen de los Sobrenombres" (異名の由縁 "Imyō no Yuen") - 118. "La Batalla en Staff" (スタフの死闘 "Sutafu no shitō) - 119. "La Causa y Efecto del Odio" (憎しみの因果 "Nikushimi no inga") | Las Claymores rebeldes comienzan una rebelión, y la Organización envía como contraataque un grupo de Devoradores de Abisales. Mientras, Raki es encontrado por las gemelas. Creyendo que es un enemigo, ambas atacan al humano, pero descubren que es muy bueno con la espada. Descubriendo que es un aliado, deciden dejarlo con las cadetes, y se unen a las rebeldes. La Organización libera su último recurso, el nuevo experimento: la resurreción. |
| 22     | 4 de junio de 2012           | Garras y Colmillos del Abisal "Shin'en no tsume to kiba" (深淵の爪と牙) - 120. "El Despertar y el Abismo" (覚醒と深淵 "Kakusei to shin'en") - 121. "La Resurreción de los Muertos" (甦生する屍 "Kōsei suru shikabane") - 122. "Alas Rotas" (もがれた翼 "Moga reta tsubasa") - 123. "Alas Elegantes" (流麗之翼 "Ryūrei no Tsubasa") - 124. "Las Alas de las Guerreras" (戦士の翼 "Senshi no tsubasa") - 125. "Un Segundo Final" (二度目の最期 "Futatabime no saigo") | El nacimiento del nuevo abisal ocurre, y Cassandra despierta. Enfrentándose contra Roxanne. Miria e Hysteria se enfrentan. Cuando Miria se queda sin opciones, desarrolla una última táctica desesperada. Las Fantasmas del Norte y sus aliadas llegan y se unen al campo de batalla. A pesar de la llegada de las Fantasmas. Mientras Roxanne y Cassandra se enfrentan, Miria revela que su plan es superar la velocidad de Hysteria para meterla entre el duelo de las dos abisales. Una explosión de yoki sucede, revelando un espectro de Priscilla. Cuando éste es rápidamente atacado por Helen y Deneve, Raki aparece, saludando a las amigas de Claire. |
| 23     | 4 de diciembre de 2012       | Marca de la Guerrera 戦士の刻印 "Senshi no Kokuin" - 126. "Final y despedida" (覚醒と深淵 "Kakusei to shin'en") - 127. "El Destino de la Abisal" (甦生する屍 "Kōsei suru shikabane") - 128. "El Destino de la Ciudad Santa" (もがれた翼 "Moga reta tsubasa") - 129. "El Regreso de la Guerrera" (流麗之翼 "Ryūrei no Tsubasa") - 130. "El Último Campo de Batalla" (戦士の翼 "Senshi no tsubasa") - 131. "Escaramuza en la Ciudad Santa" (二度目の最期 "Futatabime no saigo") | Miria decide recorrer las instalaciones de la organización y se encuentra con una criatura encadenada y es ahí cuando el líder de la organización aparece ante ella para confirmar todas las teorías que tenía pensada hasta este punto. Raki es informado del estado actual de Claire y pide a las guerreras acompañarlas para reunirse con ella finalmente sin antes hacerle una promesa a Deneve, Una vez en Rabona, las guerreras y Raki se percatan de que todos los seres despertados que quedaban estaban a las afueras del lugar, deciden apresurarse e informarle de la situación a todos los soldados y ciudadanos de Rabona. El plan para sacar a Claire de la fusión con Priscilla se pone en marcha y permite dar a conocer un poco más del origen y la creación de las guerreras.             |
| 24     | 4 de junio de 2013           | Tropas del averno 地獄の軍隊 "Jigoku no guntai" - 132. "El errante" (彷徨える者 "Samayoeru Mono") - 133. "Resonancia colectiva" (共鳴と糾合 "Kyōmei to Kyūgō") - 134. "Fuerzas del Infierno" (冥府の軍勢 "Meifu no Gunzei") - 135. "Memoria en el párpado" (瞼の記憶 "Mabuta no Kioku") - 136. "Devoradora maliciosa" (蝕む悪意 "Mushibamu Akui") - 137. "El nombre de aquella persona" (その者の名は "Sono-sha no Na Wa") | Raki entabla conversación con los despertares 4 y 6 de la generación masculina de guerreros y reciben la propuesta de trabajar en conjunto para deshacerse de Priscilla. Cassandra está por llegar a Rabona y entre el conflicto se percatan de que parte del cuerpo de Riful del Oeste sigue activo, por lo cual podría desatar una nueva catástrofe. Mientras los despertados y el equipo de las Fantasmas del Norte se encargan de Cassandra, Riful y Priscilla son observadas por los despertares masculinos anteriormente mencionados quienes se percatan que se encuentra sumergida en sus recuerdos y gracias a eso expulsa las ataduras que le impedían liberar su verdadero potencial, sin embargo una parte de Priscilla se apodera de Cassandra provocando que solo 5 despertados queden en pie. |
| 25     | 4 de diciembre de 2013       | La espada de las tinieblas 闇の剣 "Yami no ken" - 138. "La fachada expuesta" (曝かれた貌 "Pamu kareta kao") - 139. "La aniquilación de la Ciudad Santa" (殲滅の聖都 "Senmetsu no seito") - 140. "Espada desenvainada" (無垢なる白刃 "Mukunaru shiraha") - 141. "Impulso a la oscuridad" (闇への衝動 "Yami e no shōdō") - 142. "Magia" (魔法 "Mahō") - 143. Los lazos dejados atrás (遺された楔) | La batalla con Cassandra continúa y uno de los seres despiertos abandona el campo de batalla para saciar su hambre. Galatea se percata de esto y le pide a Miata, Clarice y las demás Claymore que las acompañan que se encarguen de ella. Por otro lado, Priscilla regresa momentáneamente a su forma humana para encargarse finalmente de Riful. Las cosas no van bien para Clarice por lo que pierde la concentración y descuida a Miata, provocando que el hambre de la anterior mencionada despierte y ataque a un par de soldados de Rabona y a sus propias compañeras. Por esa razón, todas las allí presentes unen su yoki para traerla de vuelta y a Clarice no parece importarle su condición puesto que está dispuesta a dar su vida por Miata.                                                  |
| 26     | 4 de junio de 2014           | Un filo llegado desde los confines 範囲の端 "Han'i no hashi" - 144. La cuchilla de lejos I (彼方からの刃 Ⅰ "Kanata kara no ha I") - 145. La cuchilla de lejos II (彼方からの刃 Ⅱ"Kanata kara no ha II") - 146. La cuchilla de lejos III (彼方からの刃 Ⅲ"Kanata kara no ha III" ) - 147. La cuchilla de lejos IV (彼方からの刃 Ⅳ "Kanata kara no ha IV") - 148. La cuchilla desde lejos V (彼方からの刃 Ⅴ "Kanata kara no ha V") - 149. La cuchilla desde lejos VI (彼方からの刃 Ⅵ "Kanata kara no ha VI") | Raki encara a Priscilla y le dice que está allí para cumplir su promesa de chocar espadas con ella. Sin embargo, Clare y compañía aparecen para ayudarlo, pero al ver la cantidad de poder de Priscilla Claire flaquea a media batalla y con ayuda de sus compañeras recupera la confianza. Todos van contra Priscilla y cuando está a punto de acabar con todas Raki le da un golpe con su espada, dejándola en shock, Claire aprovecha el momento y golpea ferozmente a Priscilla con su espada relámpago. Cantando victoria Tabitha, quien está gravemente herida, les informa que aún hay rastro del yoki del enemigo, por esta razón todas no pueden permitirse un descanso. |
| 27     | 4 de diciembre de 2014       | Las guerreras de ojos plateados 銀眼の戦士たち I "Gin me no senshi-tachi" - 150. Las guerreras de ojos plateados I (銀眼の戦士たち I "Gin me no senshi-tachi I") - 151. Las guerreras de ojos plateados II ( 銀眼の戦士たち II "Gin me no senshi-tachi II") - 152. Las guerreras de ojos plateados III (銀眼の戦士たち III "Gin me no senshi-tachi III") - 153. Las guerreras de ojos plateados IV (銀眼の戦士たち IV "Gin me no senshi-tachi IV") - 154. Las guerreras de ojos plateados V (銀眼の戦士たち V "Gin me no senshi-tachi V") - 155. Las guerreras de ojos plateados VI (銀眼の戦士たち VI "Gin me no senshi-tachi VI") | La batalla final comienza y los abismales dan lo mejor de sí para derrotar al cuerpo que Priscilla tiene unido a Cassandra. Con lo que no contaban era con que los seres despiertos serían devorados. Raki apoya a Claire en su batalla contra Priscilla y algo en la mente de Claire la llama. Aquí es donde se da cuenta de que alguien más debe despertar con ella. Claire logra superarse y va lista y convencida a vencer a Priscilla de una vez por todas con ayuda de... ¿Teresa? |

## Personajes

### Humanos
- Raki (ラキ Raki?) es el coprotagonista de la historia. Raki fue salvado por Claire, quien aniquiló al Yōma que habitaba en su aldea. Ante el rechazo y el temor que suscitaba por haber tenido un contacto tan cercano con los Yōma, fue expulsado de su aldea y finalmente se unió a Claire en sus aventuras. Tiempo después Raki se vio obligado a separarse de Claire. Poco después, es capturado por unos bandidos, y a su vez ya en el norte logra escapar de la mazmorra donde lo tenían encerrado encontrándose poco después con el abismal Isley.
- Rubel (ルーブル Rūburu?) encargado de entregarle sus misiones a Claire, forma parte de la organización y se encarga de vigilar a las guerreras que tenga cerca de su territorio.

### Claymores
- Clare/Claire (クレア Kurea?). Es la protagonista de la historia. Siendo una niña, sus padres y su hermano fueron asesinados por un Yōma. Tras ser salvada por Teresa decide dejarla en una aldea para que pueda llevar una vida normal. Esta aldea es atacada por unos bandidos que intentan raptar a Claire y dañarla en el proceso, por lo cual Teresa toma cartas en el asunto rompiendo la única regla de la organización. Sin embargo, el destino no le tenía preparada una vida al lado de su salvadora, por lo que decide convertirse en guerrera con ayuda de la sangre y la carne de Teresa, es así que su porcentaje de sangre Yōma es del 25% en lugar de la mitad habitual. Debido a esto, fue considerada la más débil de todas las Claymore y se le asignó el número 47.
- Teresa (テレサ Teresa?) conocida como Teresa de la Tenue Sonrisa fue conocida como la más poderosa Claymore de la historia, podía eliminar a cualquier Yoma sin liberar sus poderes. Mientras realizaba un trabajo conoce a Claire, quien en ese entonces era una niña utilizada por un Yōma como su juguete. Teresa salva en dos ocasiones a Claire, pero en la segunda es cuando la organización se da cuenta de lo ocurrido y envían varias Claymores a ejecutarla, pero no son capaces de hacerlo excepto Priscilla.
- Miria (ミリア Miriya?) inició ocupando el puesto 17 entre las guerreras y logró ascender al puesto 6. Es conocida como Fantasmagórica Miria debido a su excepcional agilidad de ser capaz de dejar una "post-imagen" para confundir al enemigo y dicho de una manera más simplificada, un espejismo. Posterior a conocer a Clare y las demás se vuelve la líder de la rebelión contra la organización.
- Deneve (デニーブ Denību?) es la número 15 en el escalafón de las guerreras y posee una habilidad superior para regenerarse. Es la más fría y cautelosa de las guerreras y al caer una de sus compañeras más preciadas toma su espada y se convierte en la segunda guerrera en combatir con dos claymore.[5]
- Helen ( ヘレン Heren?) es la más intrépida y emocional del grupo de guerreras de la rebelión. Ocupaba el puesto 22 entre sus compañeras. Come por placer, no por necesidad e incluso toma cerveza. Helen posee la habilidad especial de extender anormalmente sus extremidades.

- Jeane ( ジャンヌ Jan'nu?) después de que Claire le salvara la vida jura servirle a cambio de dejarle pagar su deuda. Número 9 de su generación y con el ataque más fuerte y veloz de ese entonces Jeane rota su brazo 21 veces para hacer de esta extremidad una especie de taladro capaz de atravesar hasta la roca más dura.
- Galatea( ガラテア Garatea?) también conocida como Ojos de Dios debido a su excepcional capacidad de leer el yoki. Galatea fue la número 3 de la generación de Claire, sin embargo, decidió irse de la organización y por siete años no supieron de ella.
- Raftela ( ラフテラ Rafutera?) al igual que todas las guerrera que ocupan el décimo rango, ella es entrenada única y exclusivamente para ser usada en un combate con otras guerreras y debido a eso no se le permite abandonar las instalaciones del cuartel a menos que sea necesario. Raftela se especializa en el control sensorial y le da gran batalla a Miria.
- Alicia (アリシア Arishia?) conocida como "Alicia de la oscuridad" debido a que rara vez deja su puesto de batalla, es la número uno de la generación de Clarice, Alicia se encarga de transformarse en un ser despertado con ayuda de la contención de su hermana gemela, Beth.
- Beth (ベス Besu?) ella es el número consecutivo a su hermana y es la responsable de sincronizar su yoki con el de Alicia para permitir que esta luche eficientemente al momento de despertar y es su apoyo para poder regresarla a la normalidad.

### Abismales/Abisales
- Isley del Norte ( 北からアイリー Nōsuairurī?) número 1 de la primera generación de Claymores masculinos. Conocido como el rey plateado o rey de plata tomó posesión de las tierras de Alphonse al norte del continente, sin embargo, al decidir extender sus tierras lo lleva a un enfrentamiento contra el abisal Luciela del Sur.[6]
- Riful del Oeste (西 の リフル Nishi no rifuru?) antes de despertar fue la número 1 de la primera generación de Claymores femeninas además de ser la más joven y la segunda abisal apoderándose de las tierras de la región de Lautrec en el Oeste, de ahí su pseudónimo.
- Luciela del Sur ( 南から ルシエラ Minami kara rushiera?) ocupaba el primer puesto como guerrera de su generación seguida de su hermana, Rafaela. Ambas fueron objetos experimentales para enlazar sus almas y crear un nuevo tipo de guerrera. Sin embargo, el experimento fracasó y Luciela, al ser quien despertaría con ayuda de la contención de Rafaela, desbocó su poder sin medida provocando que no pudiera regresar.

### Despertados
- Duff (ダフ Dafu?) antiguo número 3 de la primera generación de Claymores masculinos y pareja de Riful del Oeste.
- Priscilla (プリシラ Purishira?) Era la guerrera candidata a ser la número dos de la organización en la época de Teresa. Ella junto a tres Claymores más (Irene, Noel y Sofía) se les encomienda la misión de castigar a Teresa por romper las reglas. Al no poder eliminarla con sus propios poderes Priscilla despierta, logrando su objetivo a costa de su conciencia humana y eliminando a dos de sus compañeras durante el proceso.
- Rigardo ( リガルド Rigarudo?) antiguo segundo guerrero más fuerte de la primera generación de Claymores masculinos, en la época de la generación de Claire era de los seres despertados más fuertes del Norte.

## Anime
Madhouse produjo una serie de veintiséis episodios de anime basada en el manga, dirigida por Hiroyuki Tanaka, la serie se emitió entre abril de 2007 y septiembre de 2007 en Japón, el Nippon Television. La serie se adapta a los once primeros volúmenes de su material de origen durante los primeros 24 episodios, a continuación, utiliza un final alternativo para sus dos últimos episodios. A partir de febrero de 2008, siete volúmenes de DVD, cada uno con tres episodios del anime, se han lanzado en Japón por Avex Trax. Además, los cuatro conjuntos de edición limitada se han liberado. La primera serie de edición limitada contiene el volumen del primer DVD, mientras que los otros tres conjuntos cada uno contiene dos volúmenes de DVD. La última serie de edición limitada y los volúmenes fueron puestos en libertad el 30 de enero de 2008. Dos volúmenes más de DVD y uno más de edición limitada se han previsto para la liberación el 26 de marzo de 2008. El 15 de febrero de 2008, FUNimation anunció que ha adquirido el 1 DVD Región y las licencias de transmisión para el anime, y lanzaron el primer DVD en Norteamérica el 14 de octubre de 2008; a partir de febrero de 2009, tres volúmenes han sido liberados. Madman Entertainment ha licenciado la serie y el Volumen 1 será comunicado a principios de 2009. Dos pedazos de tema musical se utilizan para los episodios: uno de los temas de apertura y un final del tema. El tema de apertura es "Raison D’étre", por Nightmare y el tema de cierre es "Danzai no Hana ~ Guilty Sky", por Riyu Kosaka. Estos dos temas se utilizan en todos los veintiséis episodios.

### Música
La banda sonora original fue compuesta por Masanori Takumi con arreglos de Kotaru. Se lanzó un álbum titulado Claymore TV Animation O.S.T..
- Tema de Apertura (Opening): "Raison D’être" por Nightmare.

- Tema de Cierre (Ending): "Danzai no Hana ~Guilty Sky~" por Riyu Kosaka.

## Terminología
- Abismal/Abisal (深淵 の 者 Shin'en no mono?). Antiguas guerreras y guerrero que ocupaban el puesto número uno y que despertaron al perder el control de su yoki y superar el límite. Son los encargados de gobernar y aterrorizar las regiones del Norte, del Sur y el Oeste.
- Organización (組織 Soshiki?) es el grupo de científicos y líderes responsables de la creación de Claymores, se ubican en la región Este del continente y

- Claymore (クレイモア Kureimoa?) Son guerreras mitad humanas y mitad Yōma. Los humanos las llaman Claymores debido a la espada que cargan consigo, sin embargo las guerreras no se llaman a sí mismas ni se identifican con este nombre. Son híbridos que la organización creó para combatir contra los Yōma introduciendo la carne y sangre de estos monstruos en niñas. Las Claymore tienen el cabello rubio o plateado (en el anime), ojos de color plata que se vuelven dorados y felinos cuando liberan su poder, algunas de ellas presentan orejas puntiagudas. Todas ellas tienen una herida que va desde el pecho hasta el vientre, herida a través de la cual se introdujeron la sangre y la carne de Yōma y que se encuentra permanentemente abierta sujetada por costuras, esa herida jamás sana a menos que despierten. Son más fuertes y rápidas que las personas normales, pueden detectar a los Yōma sintiendo su Yoki sin importar que estos hayan cambiado de forma. Además de combatir se les enseñan técnicas de infiltración. El uso constante de los poderes Yōma desgasta la mente de las guerreras, haciéndoles cada vez más difícil controlar su mitad Yōma, si se sobrepasa el límite las Claymores se transforman en seres despiertos en un proceso que se denomina despertar. Son criadas desde la infancia por la organización, la cual recoge a niñas abandonadas y huérfanas, aunque algunas han sido compradas. Hasta ahora Claire ha sido la primera en tocar las puertas de la organización y convertirse en una guerrera por voluntad propia. Anteriormente existían Claymores masculinos, pero estos despertaban demasiado rápido, así que la organización dejó de fabricarlos.

- Yōma (妖魔 yoma?) Son seres que se alimentan de los seres humanos. Son muy fuertes y veloces, pero su principal característica es que pueden cambiar de forma y transformarse en un ser humano para poder pasar inadvertidos, siendo las Claymore las únicas capaces de detectarlos. Su apariencia externa es humanoide con cuerpo alargado, ojos felinos de color plateado, dientes afilados, orejas puntiagudas, piel marrón y sangre púrpura, algunos de ellos poseen alas membranales. A pesar de que en el saber de los humanos los Yōma han existido desde siempre, avanzada la serie se revela que en realidad fueron creados por la organización, los Yōma en realidad son seres humanos a los cuales se les ha implantado un parásito en el cerebro, el cual es resultado de la mezcla de carne de un Asarakam normal y de su forma despertada. El parásito es el verdadero Yōma y tiene un gusto por las entrañas humanas, es capaz de modificar la apariencia del huésped con el fin de alimentarse, siendo esta modificación la que los ciudadanos conocen por Yōma. Debido al desgaste continuo del cuerpo del huésped, el parásito debe cambiar de cuerpo periódicamente invadiendo otro humano. El parásito tiene acceso a las memorias y a los patrones de conducta de su huésped y es por eso la dificultad en identificar a un Yōma escondido. En algunos casos los huéspedes parecen estar consientes de las acciones de su cuerpo, llegando a derramar lágrimas de sufrimiento.

- Devoradores de abisales ( アビサルイーターズ Abisaruītāzu?) también conocidos como cazadoras ciegas, Exterminadores, o El Demonio, fueron una especie creada por La Organización utilizando la carne y sangre de despertares e implantándola en humanos. Son capaces de rastrear a su objetivo en distancias enormes y no paran de luchar hasta que su objetivo sea eliminado. Se guían por su gran olfato y poseen una gran memoria adaptable que les permite ganar conocimiento batalla tras batalla, y adaptar su manera de luchar.
- Despertado (覚醒者 Kakusei-sha?) Son Claymores que han sobrepasado su límite convirtiéndose en criaturas monstruosas. Estos seres carecen de forma específica, y al igual que los Yōma les gusta alimentarse de humanos. Son mucho más fuerte que los Yōma y Claymore. La población común los conoce como devoradores voraces y les es dicho que son Yōmas que han vivido mucho tiempo y se han vuelto muy fuerte, esto con el fin de ocultar su verdadero origen. La personalidad de estos seres es muy diferente a la de las Claymores, pues han perdido su humanidad, a pesar de esto, en algunos casos muestran patrones de conducta humana. Algunos de ellos sufren trastornos psicológicos a causa del despertar, como en el caso de Priscilla.

- Límite. Resistencia máxima de una Claymore para evitar despertar, si se sobrepasa las Claymore activas le darán caza.

- Tarjeta Negra (ブラックカード Burakkukādo?) Se trata de una tarjeta que las Claymores llevan consigo dentro de la empuñadura de su espada. Esta tarjeta tiene grabado el símbolo de la Claymore en cuestión y les es entregada junto con su espada cuando comienzan a trabajar. Cuando una guerrera sabe que ha llegado a su límite y quiere terminar sus días como humana, envía la tarjeta a aquella camarada que quiere que termine con su vida, usualmente una amiga. Esta medida fue creada por la organización con el fin de evitar el despertar de las guerreras.

- Yoki. Energía demoniaca de las guerreras y los Yōma que permiten rastrearlos, atacarlos e identificarlos. El yoki va de la mano con el límite y puede tener diferentes desempeños y rendimiento entre las guerreras.